# Museo del jazz di Genova
Il museo Museo del jazz - Italian Jazz Institute è situato a Genova, in una parte del Palazzo Ducale, denominata "Stanza del Jazz".
Il museo del Centro studi e ricerche sul jazz inaugurato nel 2000 e progettato dal Louisiana Jazz ha una molto ampia collezione: sono diecimila i dischi in vinile, CD, i nastri, le cassette e i videotape. Documenti storici importanti d'incisioni di Louis Armstrong, Duke Ellington, Billie Holiday e molti altri.

## La sede

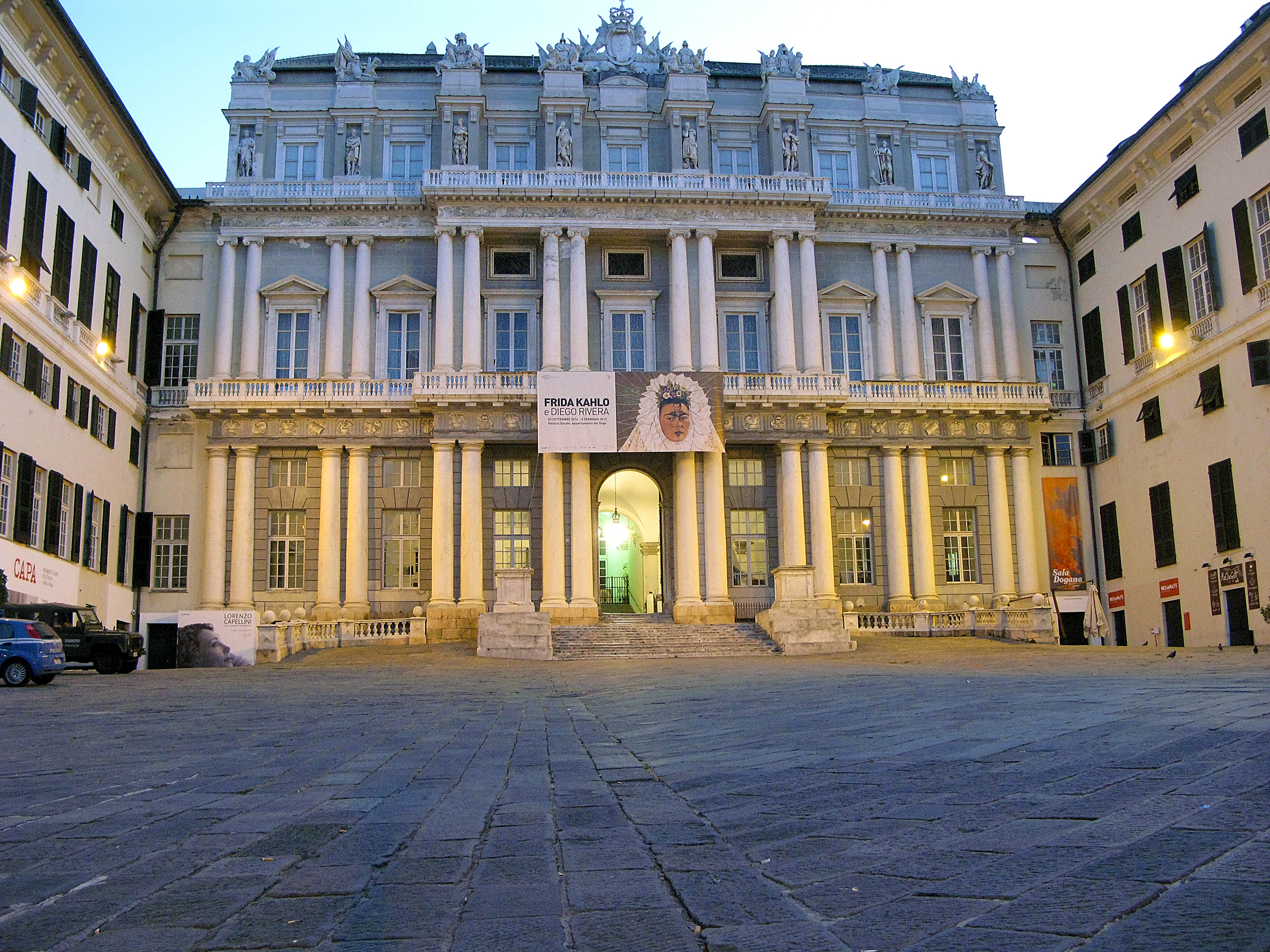
La piazza del Palazzo Ducale, ove tra le altre attività culturali, era la prima sede del Museo

La prima sede del museo è stata la Stanza del Jazz sita al piano terreno del Palazzo Ducale, uno dei più prestigiosi edifici storici della città.

## Le origini
La musica jazz ha sempre avuto una forte presenza nella città di Genova. Essendo città di mare e il più grande porto italiano con un collegamento internazionale, ebbe sempre importanza per il collegamento con le Americhe. Con gli anni '20 anche le tendenze musicali d'oltreoceano arrivarono prima in città, rispetto ad altre, proprio per la posizione privilegiata di porto. Si sviluppò una particolare attenzione per il genere. Basti pensare che nel 1922 vi fu un concerto della Pe'lican Jazz Band che ebbe subito un impatto sui musicisti genovesi.
Nel 1964 nacque il Louisiana Jazz Club, punto di riferimento per gli appassionati del genere jazz a Genova.  Nel corso dei decenni il club organizzò concerti e festival con musicisti di rilievo internazionale nel campo della musica jazz.
Negli anni '70 nacque in città un altro jazz club, l'Ellington Club. La scena culturale genovese, per gli amanti del genere jazz, fu ulteriormente ravvivata da una sorta di competizione tra i due club. La storia ha visto sopravvivere il più antico.

## La storia
Verso il 2000 nacque l'idea di uno spazio per il jazz a Palazzo Ducale.
Con il sostegno del Comune di Genova e di alcuni privati nacque l'idea di una "stanza" per il jazz, nel palazzo Ducale, che divenne poi una realtà.
Nacquero un Centro studi e ricerche sul jazz e il Museo.

## Il museo
Il museo, nacque ufficialmente nel 2000.
Al suo interno vi è una vasta collezione di dischi in vinile (i 78, i 45 e 33 giri), cassette, cd, nastri e videotapes.
Costituisce un patrimonio storico sui più grandi compositori della storia del jazz come Duke Ellington, Miles Davis, Billie Holliday, Louis Armstrong, Charlie Parker, John Coltrane, Thelonious Monk, Count Basie e altri.

## Struttura
Il comitato scientifico è composto da: Raffaele Borretti, Vittorio Castelli, Luciano Federighi, Urbano Gaeta, Gian Mario Maletto, Luigi Martini, Lino Patruno, Sergio Portaleoni, Marcello Piras, Claudio Sessa, Luciano Viotto.
Il presidente è Adriano Mazzoletti.

## Collezioni
La collezione è l'insieme di alcune donazioni, di appassionati: Gianni Dagnino, Maurizio Domenicucci, Giorgio Dodero, la famiglia Bombrini, famiglia Raffetto, Giancarlo Orcesi, Mauro Manciotti, Giorgio Dodero, Adriano Mazzoletti, Giorgio Lombardi, Guido Festinese.
I pezzi in vinile sonno trentamila, cui vanno aggiunti i cinquantamila messi a disposizione da Mazzoletti, Lombardi e Festinese. Ai dischi va aggiunta la parte documentale che comprende libri, riviste e film sul jazz.
Alcuni dei volti storici del mondo musicale del jazz

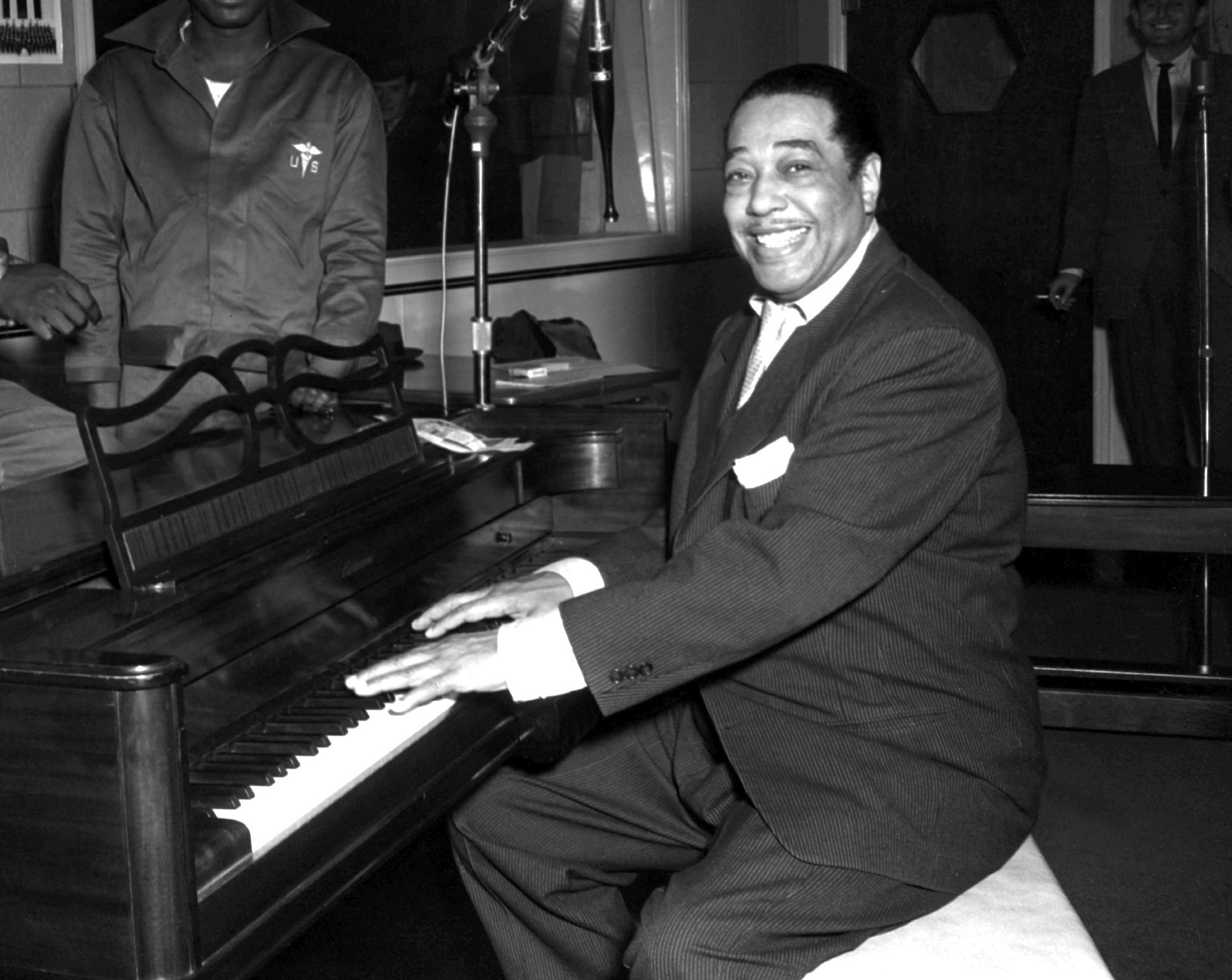
Duke Ellington
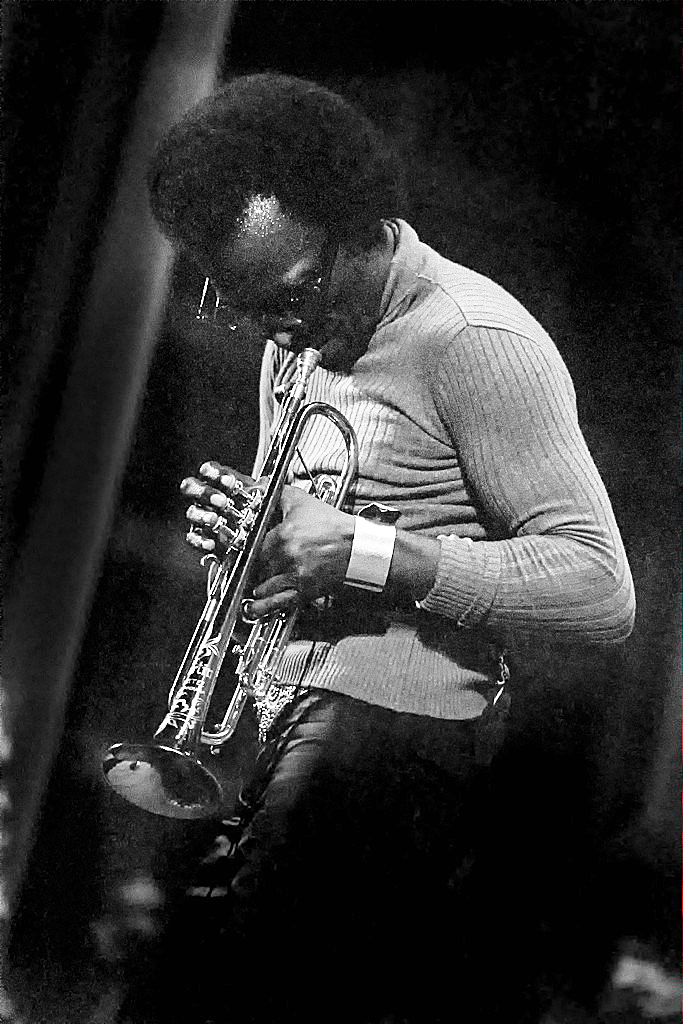
Miles Davis
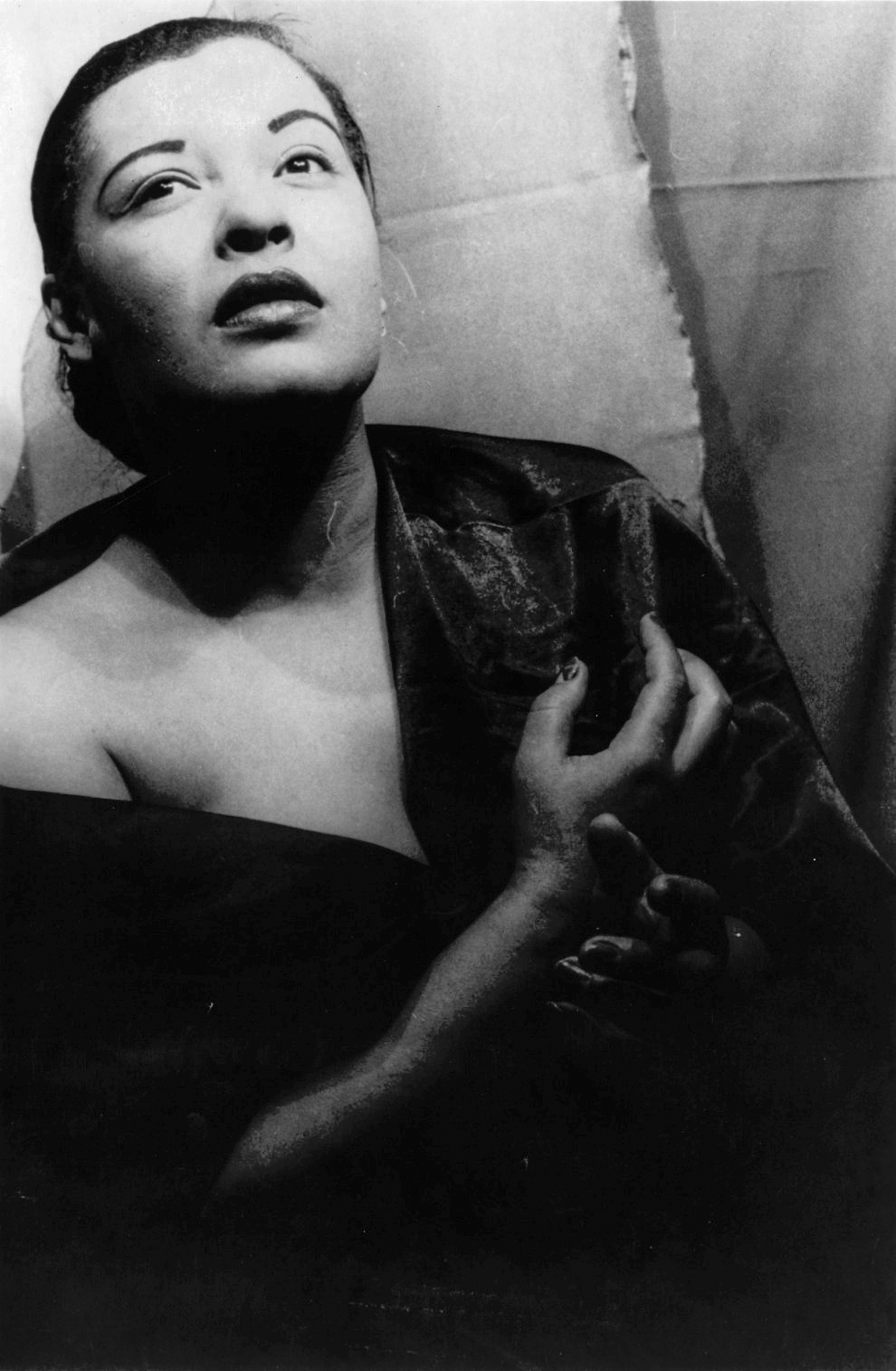
Billie Holiday
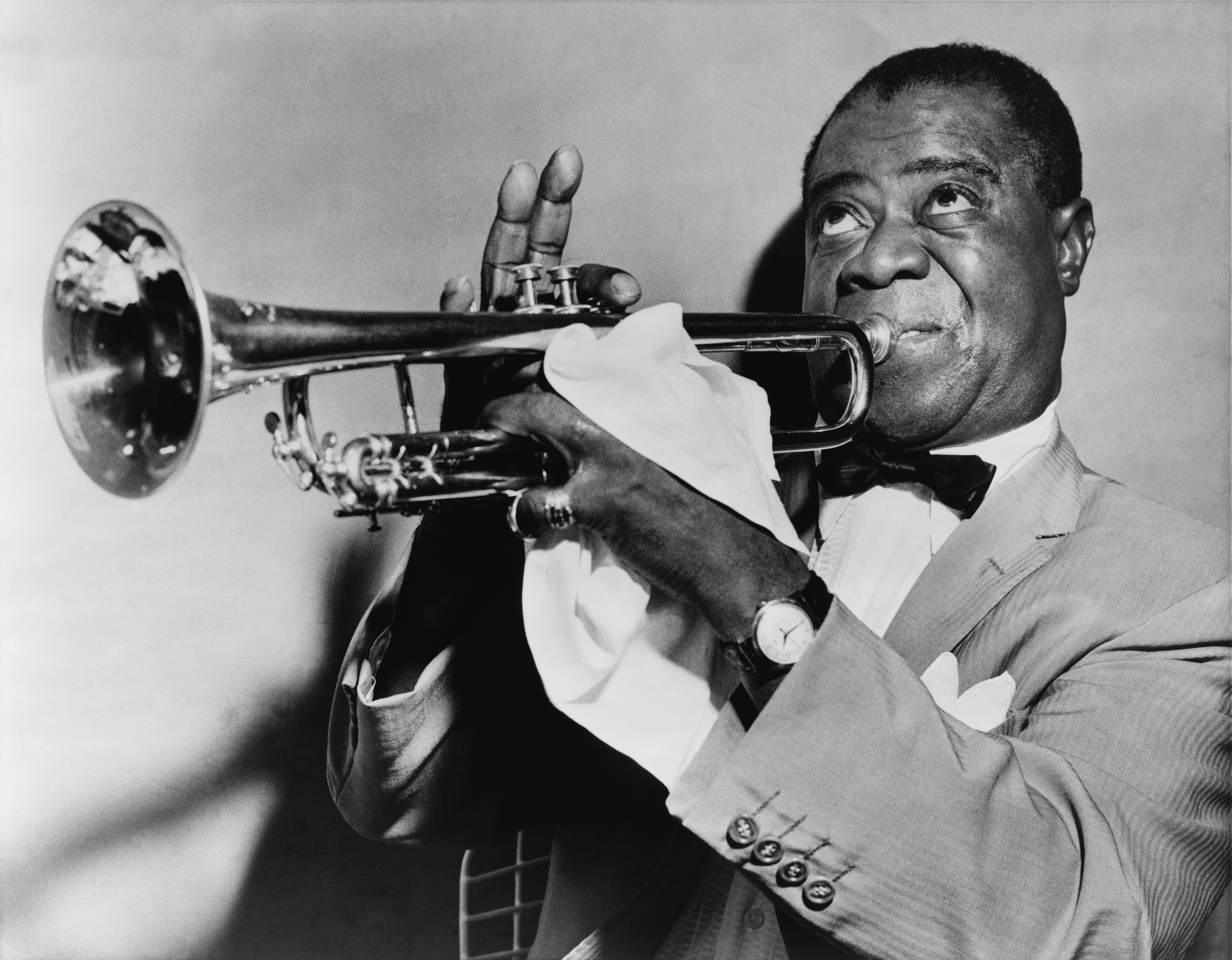
Louis Armstrong
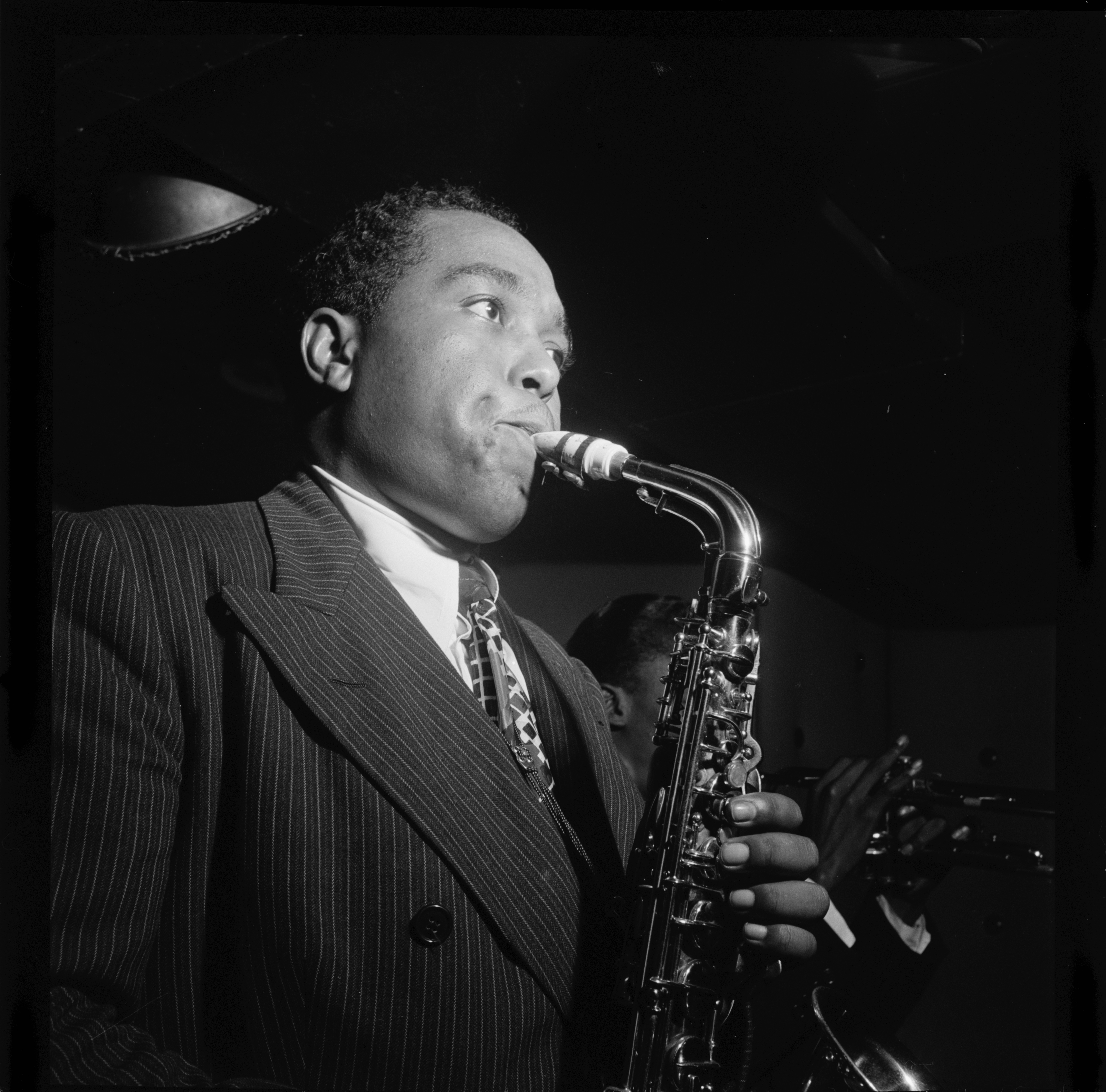
Charlie Parker
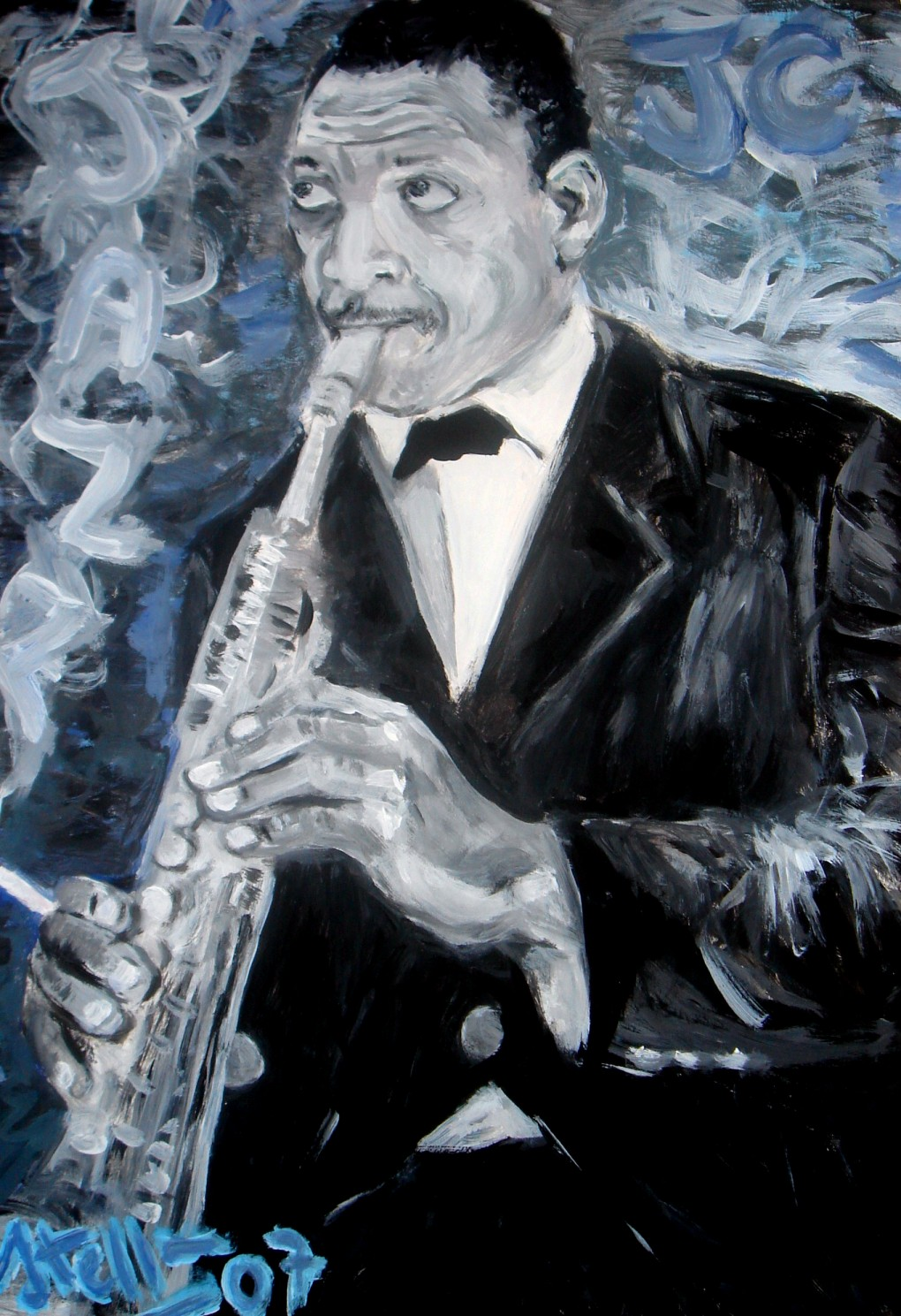
John Coltrane
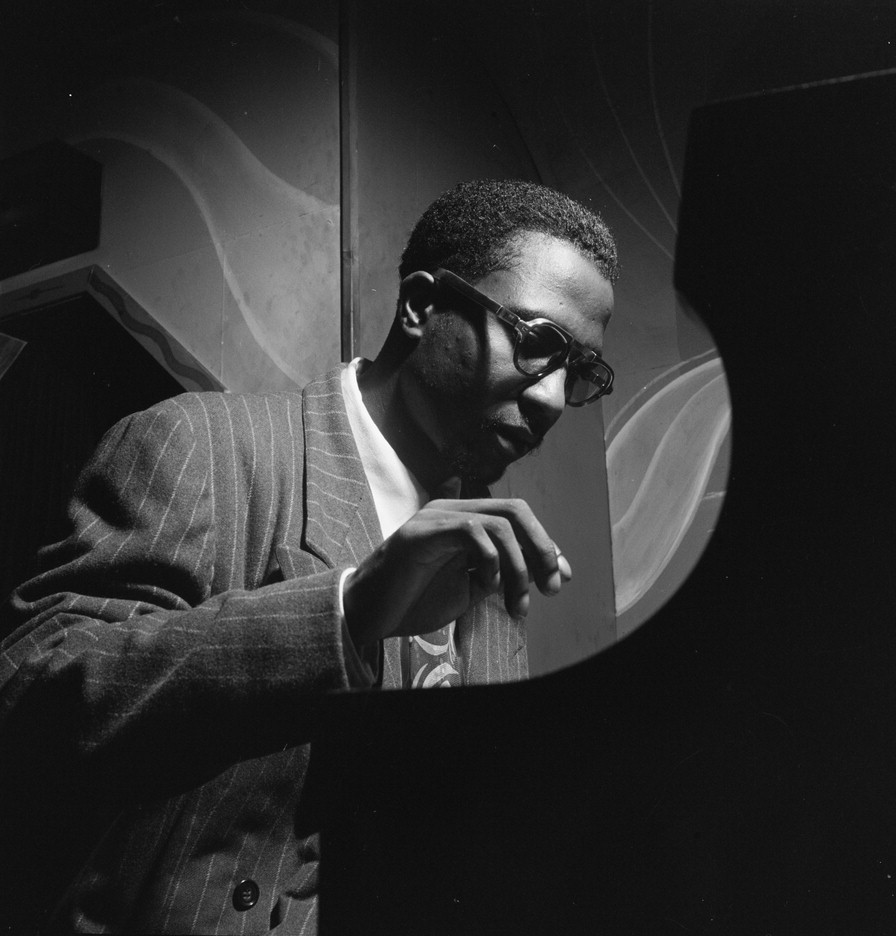
Thelonious Monk
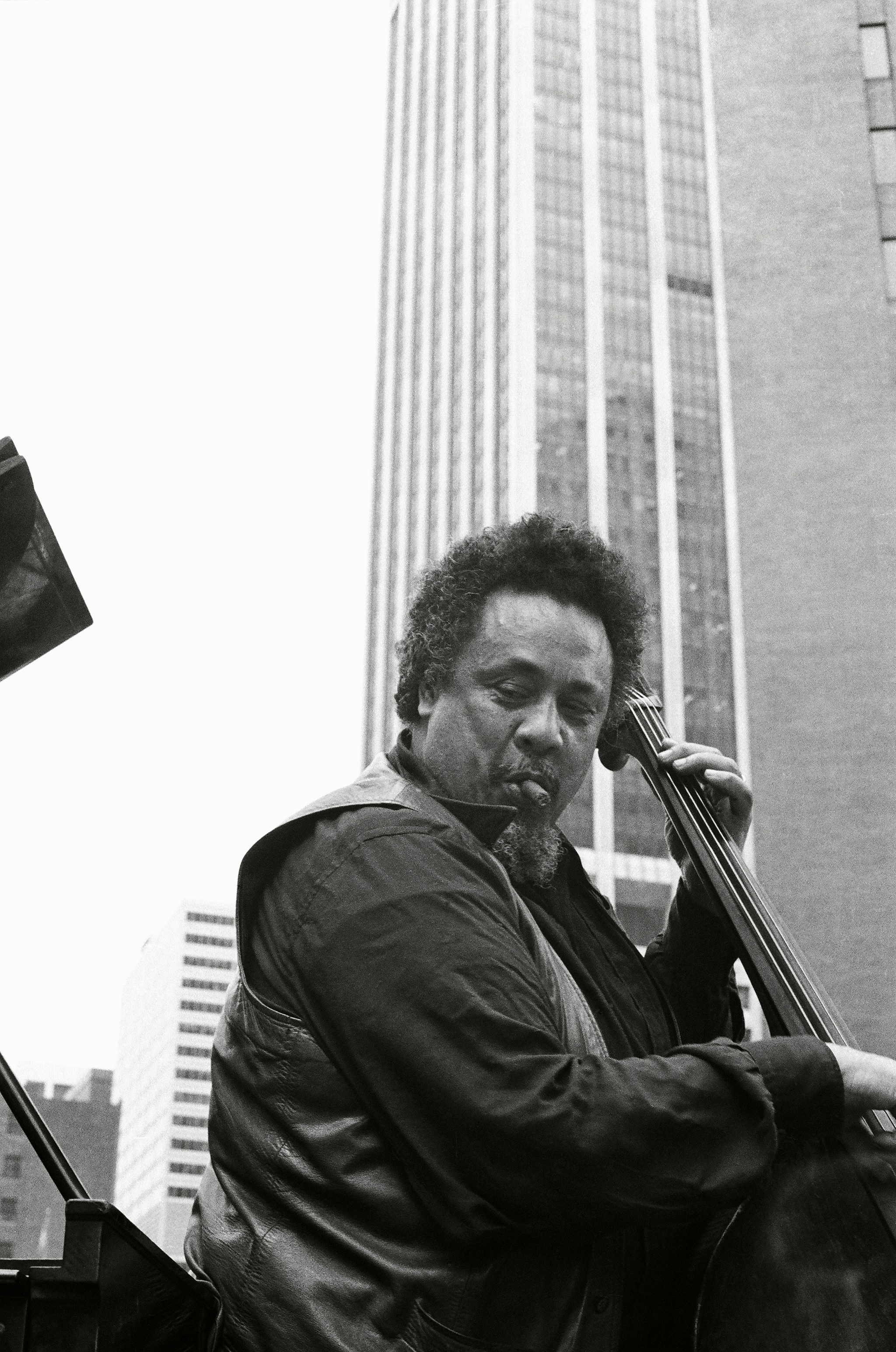
Charles Mingus

## Servizi
L'attività del museo riguarda il mondo del jazz con incontri e manifestazioni culturali.
È previsto l'ascolto di dischi, la visione di film e documenti filmati, le ricerche discografiche, video-conferenze, concerti, la pubblicazione di dischi, notiziari, di opuscoli, la vendita ai soci di libri, dischi, e riviste sul jazz, informazioni aggiornate eventi jazzistici, mostre fotografiche e di pittura sul jazz.

## La scuola di musica jazz
Sono previsti lezioni strumentali e laboratori di musica d’assieme.

## Archivio nazionale del jazz in rete
La prima idea, sul territorio nazionale, di una condivisione su Internet del materiale, di registrazioni di concerti, e interviste.
Molti dei materiali del museo sono stati e verranno digitalizzati e messi a disposizione di tutti.
Il museo fa parte dell'Archivio nazionale del jazz assieme a Siena Jazz, al St. Louis ed alla Civica scuola di musica di Milano.
Alcuni dei volti storici del mondo musicale del Jazz

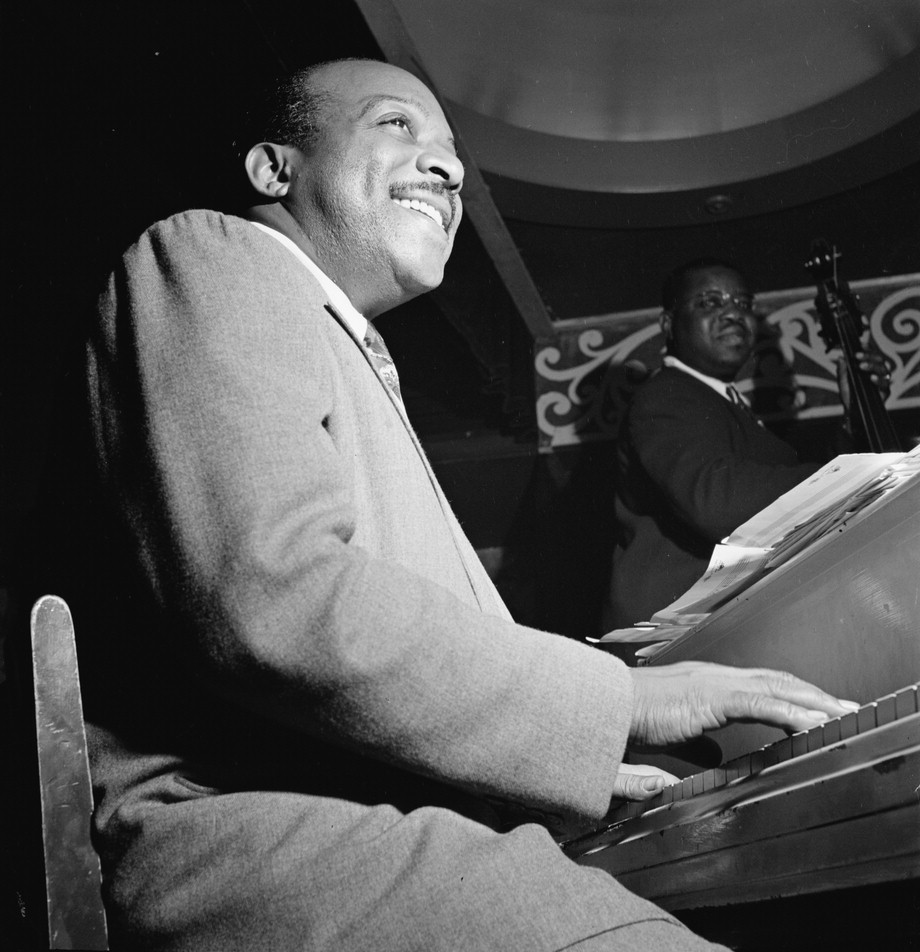
Count Basie
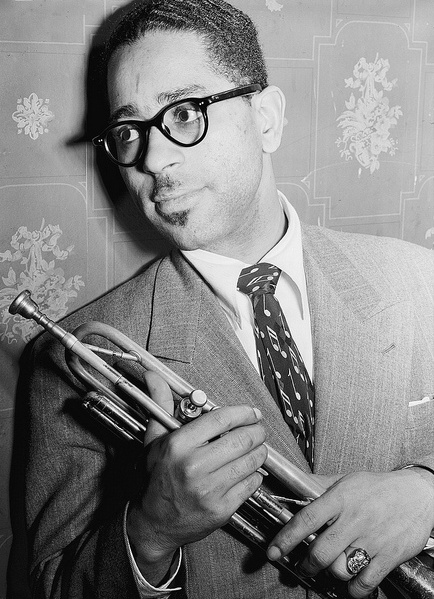
Dizzy Gillespie
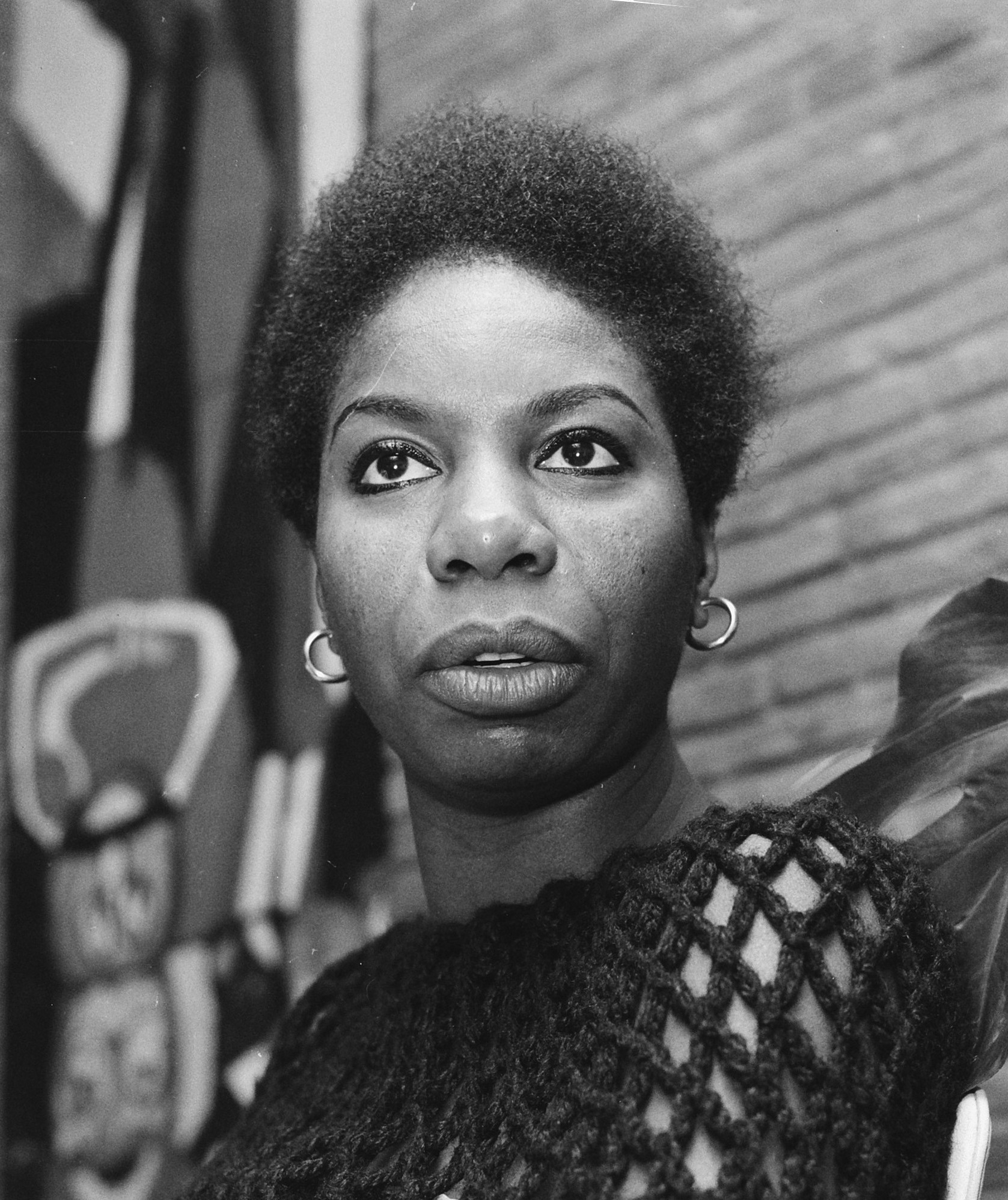
Nina Simone
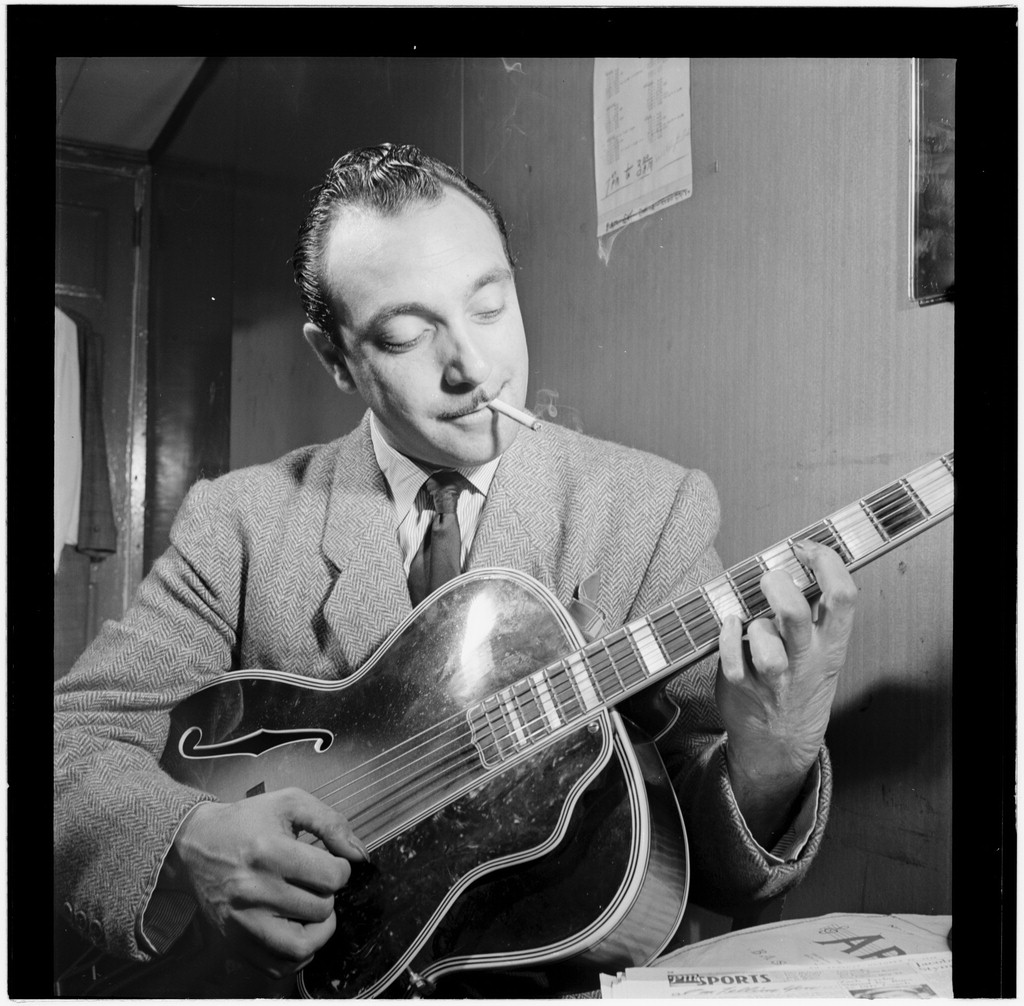
Django Reinhardt
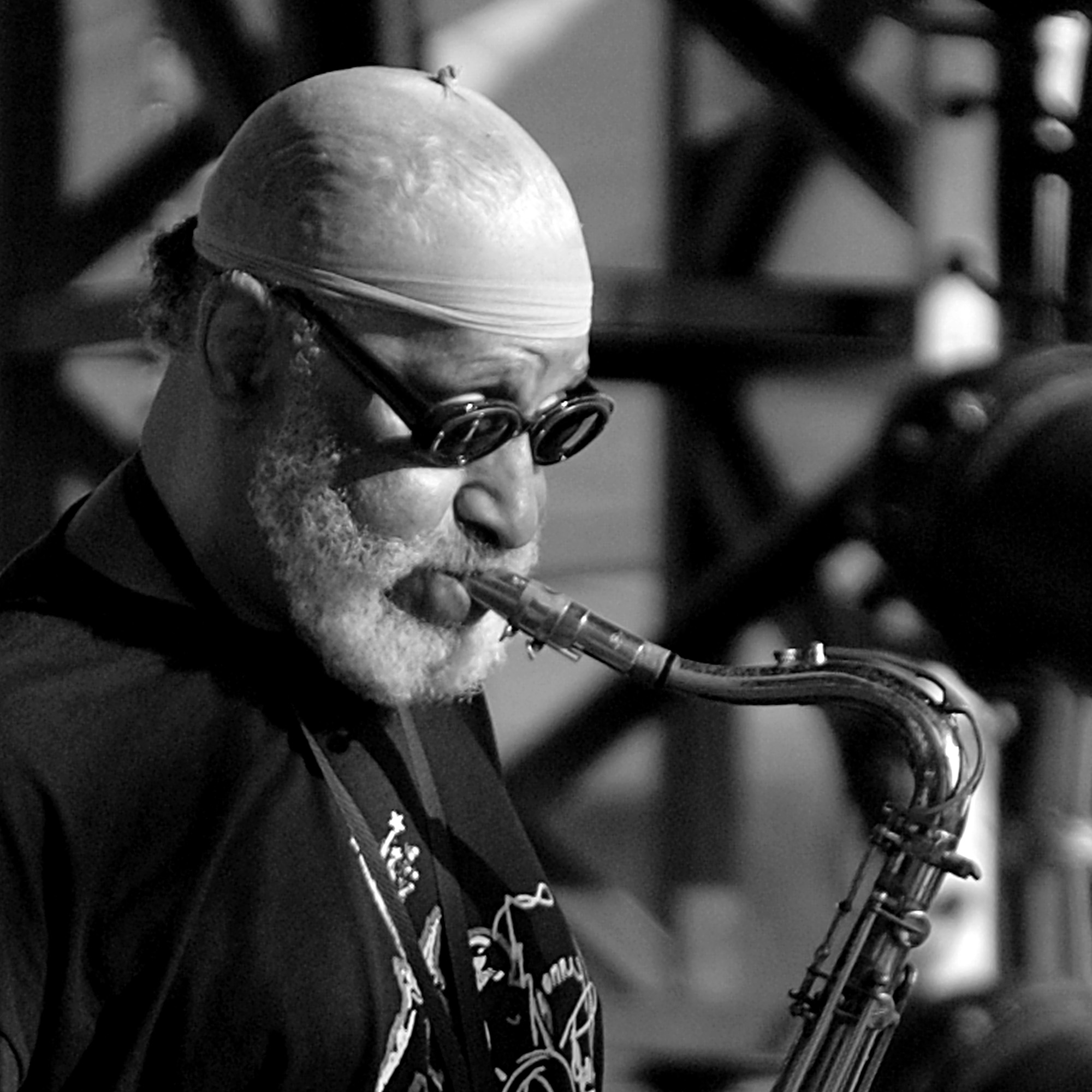
Sonny Rollins
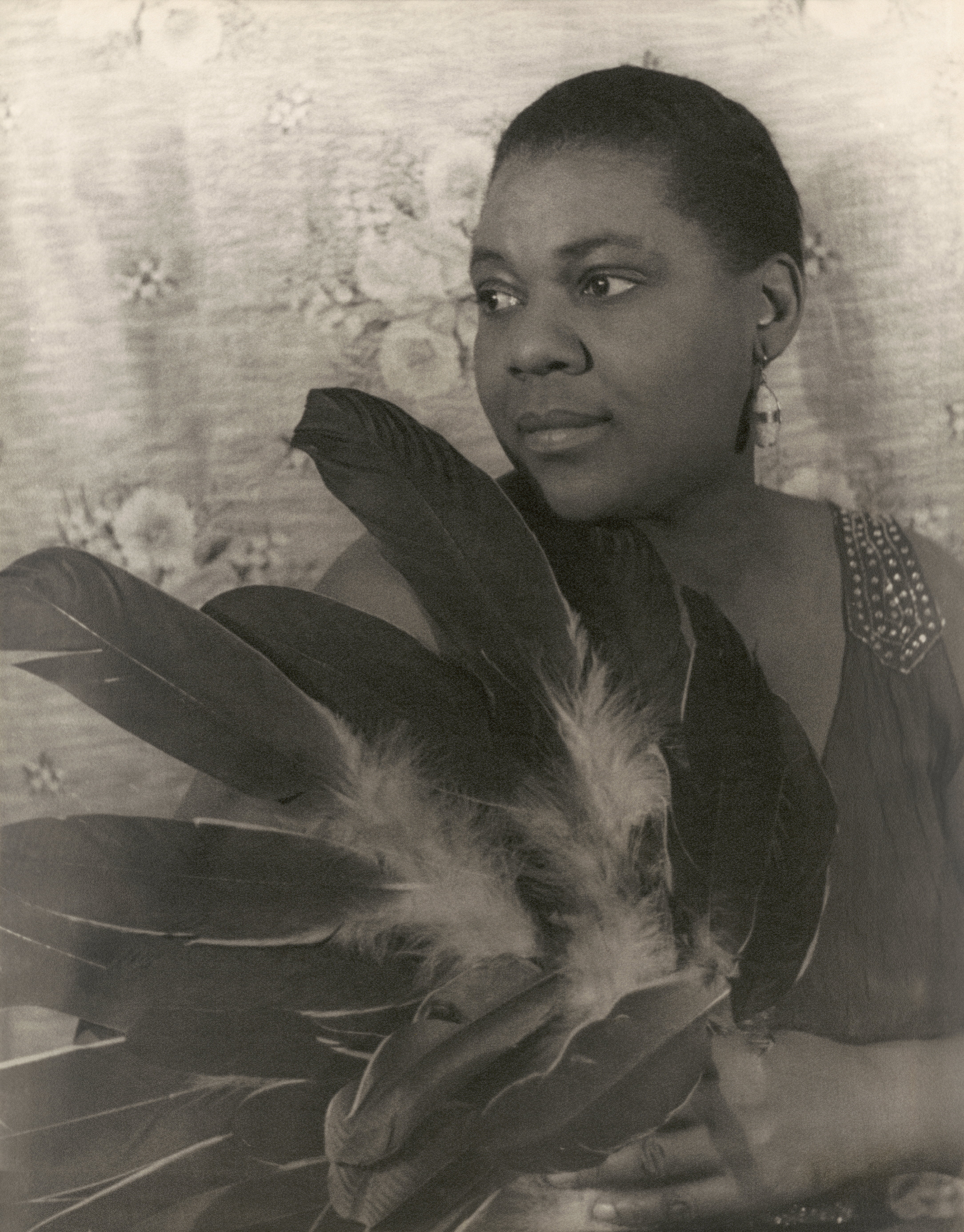
Bessie Smith
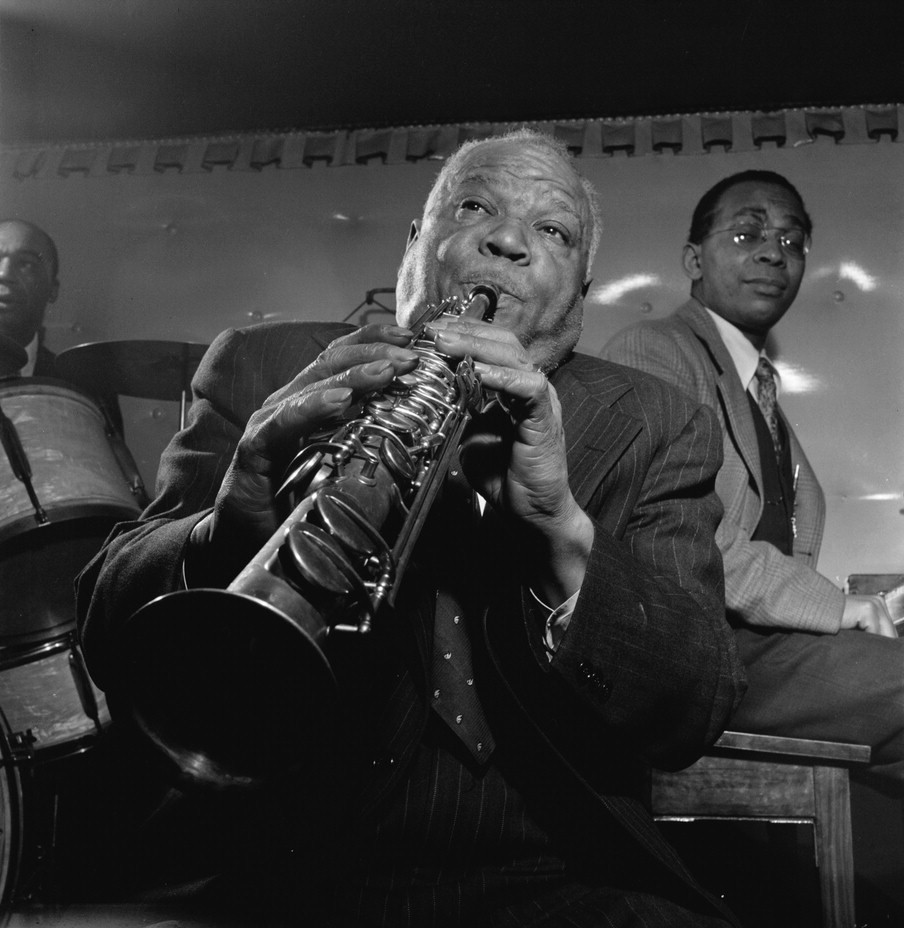
Sidney Bechet

## Gli ospiti e i concerti
Nel corso dei decenni sono stati ospiti dell'attività culturale alcuni più grandi jazzisti, questi i nomi:
Pepper Adams, Nat Adderley, Benny Bailey, Tim Berne, Paul Bley, Lillian Boutté, Ray Bryant, Billy Butterfield, Kenny Clarke, Jimmy Cobb, Al Cohn, Bill Coleman, Kenny Davern, Eddie “Lockjaw” Davis, Wild Bill Davis, Wild Bill Davison, Lou Donaldson, Kenny Frew, Bobby Durham, Harry “Sweets” Edison, Tal Farlow, Art Farmer, Bruce Forman, Bill Frisell, Richard Galliano, Benny Golson, Al Grey, Johnny Griffin, Steve GrossmanScott Hamilton, “Captain” John Handy, Tom Harrell, Paul Jeffrey, Elvin Jones, Clifford Jordan, Robin Kenyatta, Oscar Klein, Jimmy Knepper, Freddie Kohlman, Oliver Lake, Harold Land, Yank Lawson, John Lewis, Victor Lewis, Joe Lovano, Willie Mabon, Barry “Kid” Martyn, George Masso, Jimmy McPartland, Mike Melillo, Eddie Miller, Little Br. Montgomery, Tete Montoliu, Paul Motian, Louis Nelson, Joe Newman, Albert Nicholas, Sal Nistico, Steve Potts, Don pullen, Teddy Riley, Sammy Rimington, Sam Rivers, George Robert, Roswell Rudd, Bud Shank, Ralph Sutton, Lew Tabackin, Buddy Tate, Clark Terry, Mal Waldron, Bobby Watson, Bob Wilber, Ernie Wilkins, Teddy Wilson, Kai Winding, Gianni Basso, Gianni Cazzola, Gil Cuppini, Franco D’Andrea, Giorgio Gaslini, Tiziana Ghiglioni, Guido Manusardi, Romano Mussolini, Lino Patruno, Enrico Rava, Massimo Urbani.
Alcuni dei volti storici del mondo musicale del Jazz

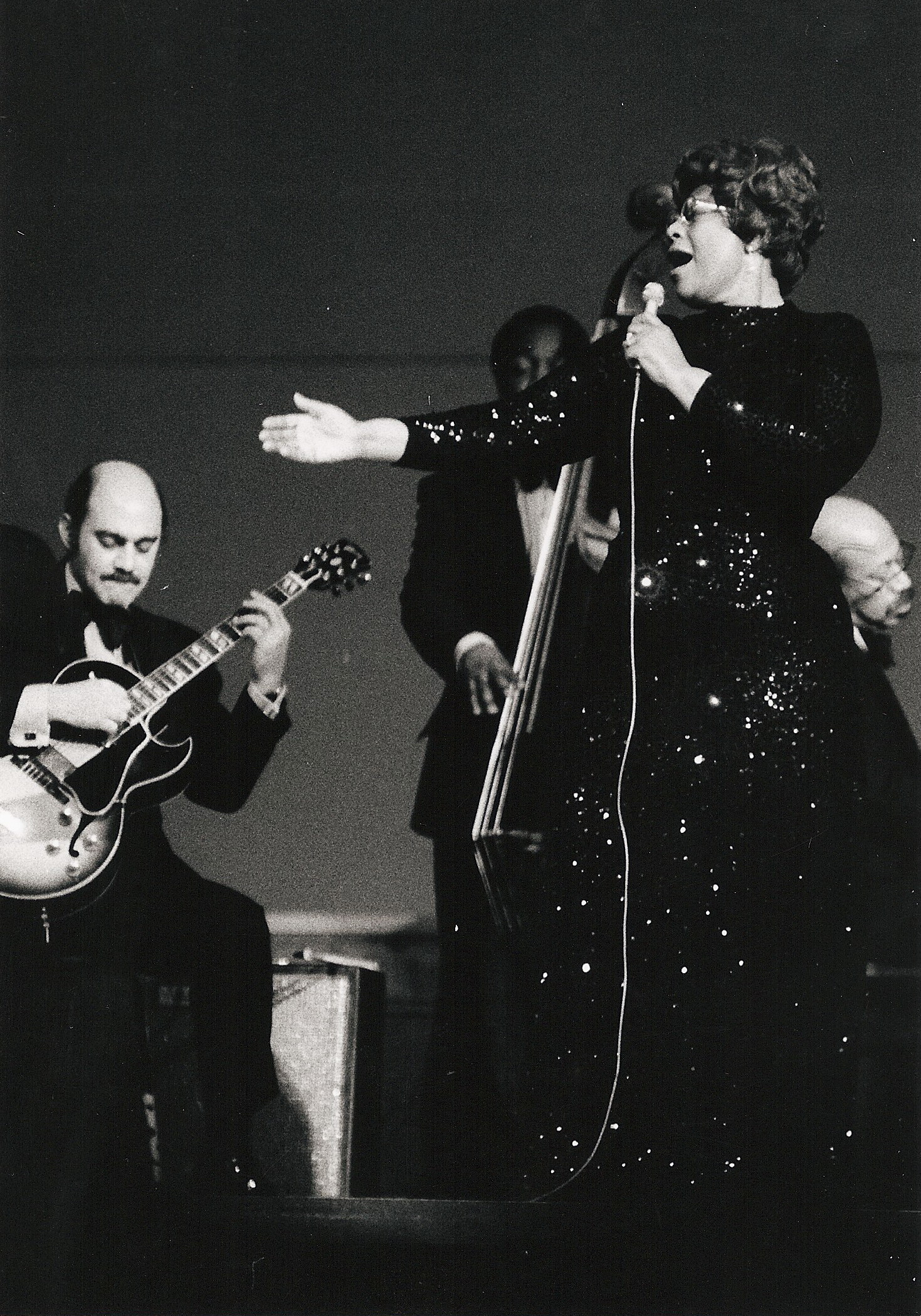
Ella Fitzgerald
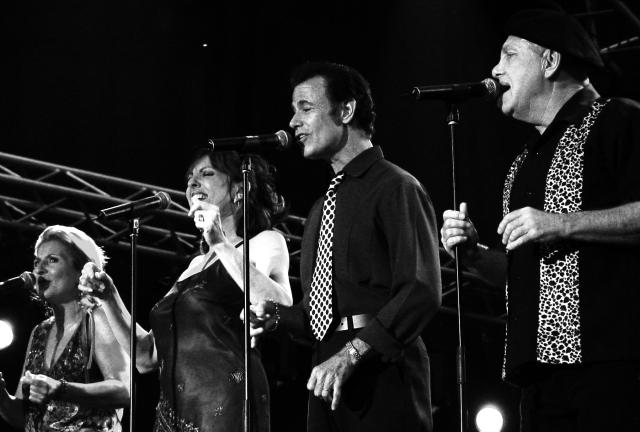
The Manhattan Transfer
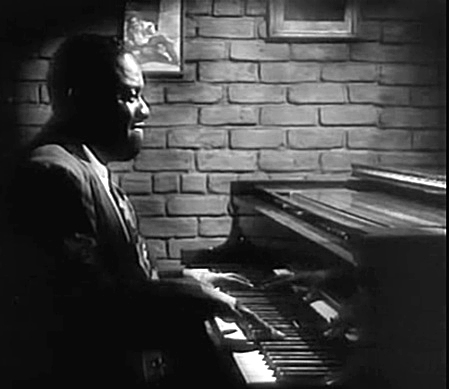
Art tatum
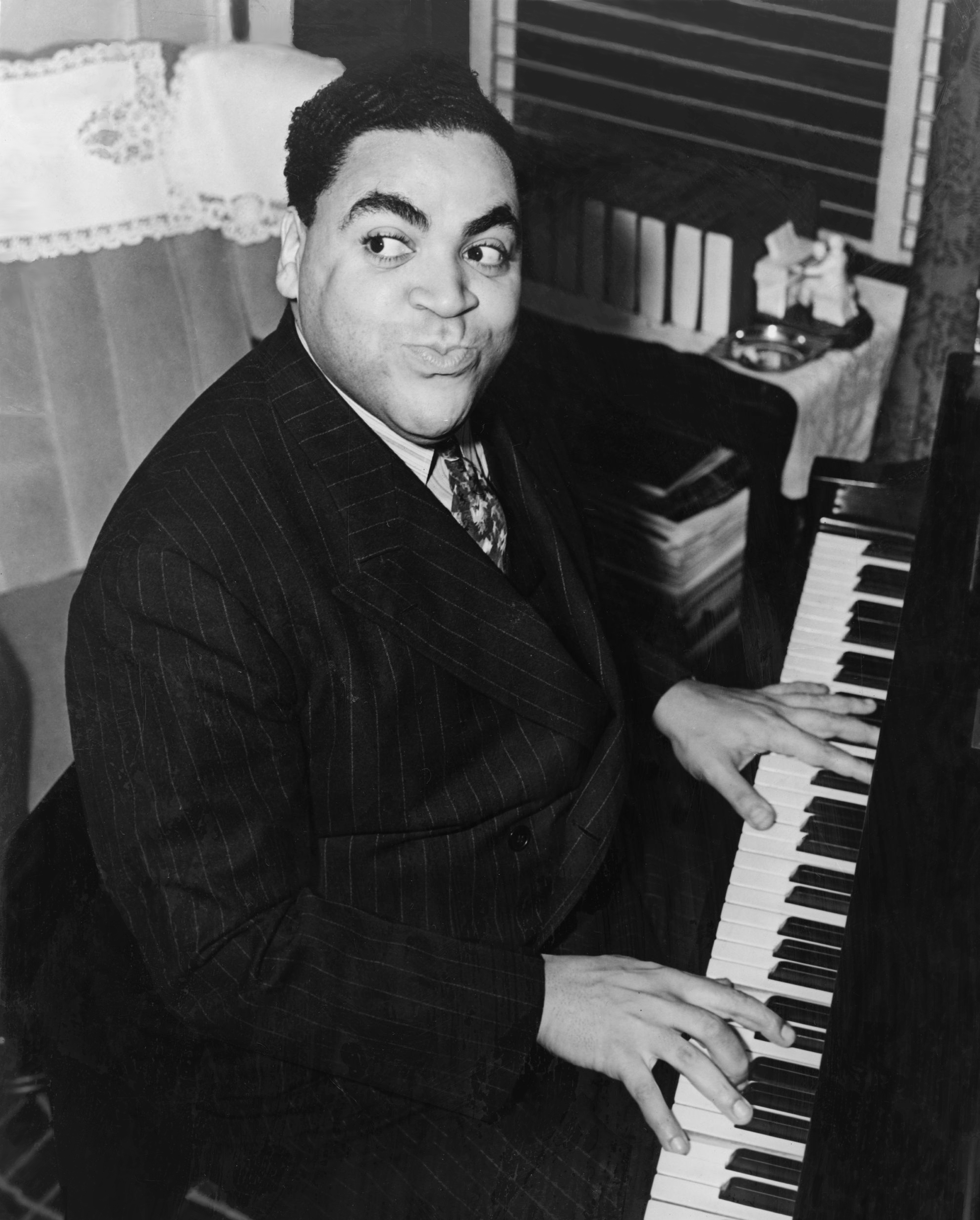
Fats Waller
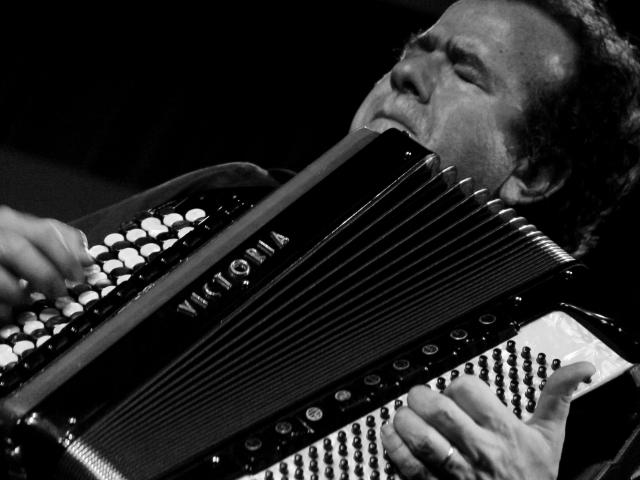
Richard Galliano
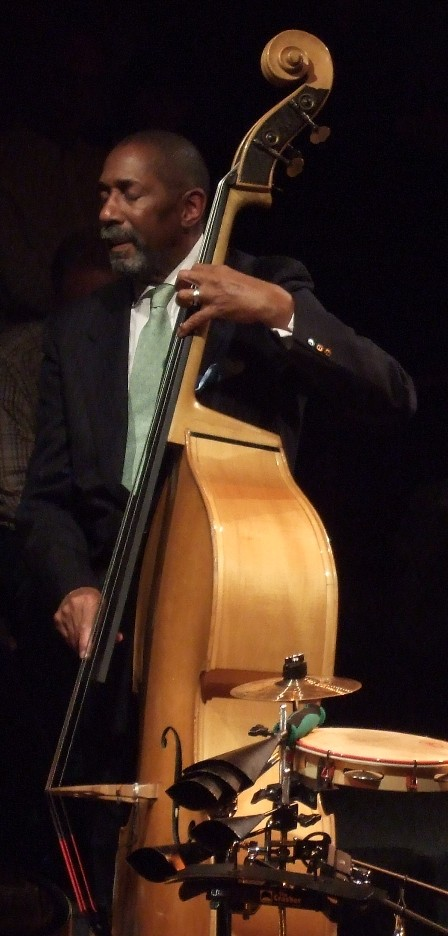
Ron Carter
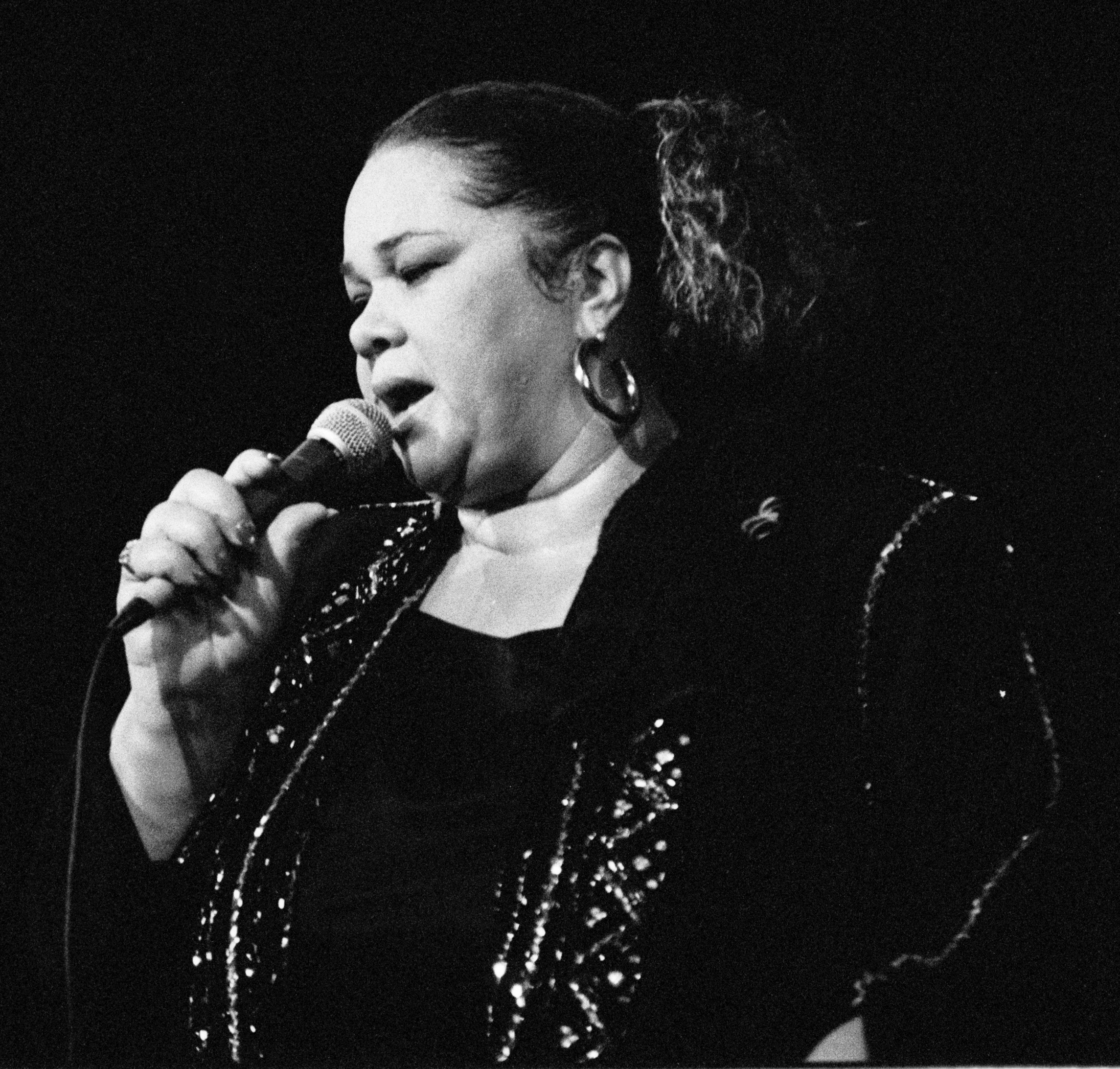
Etta James
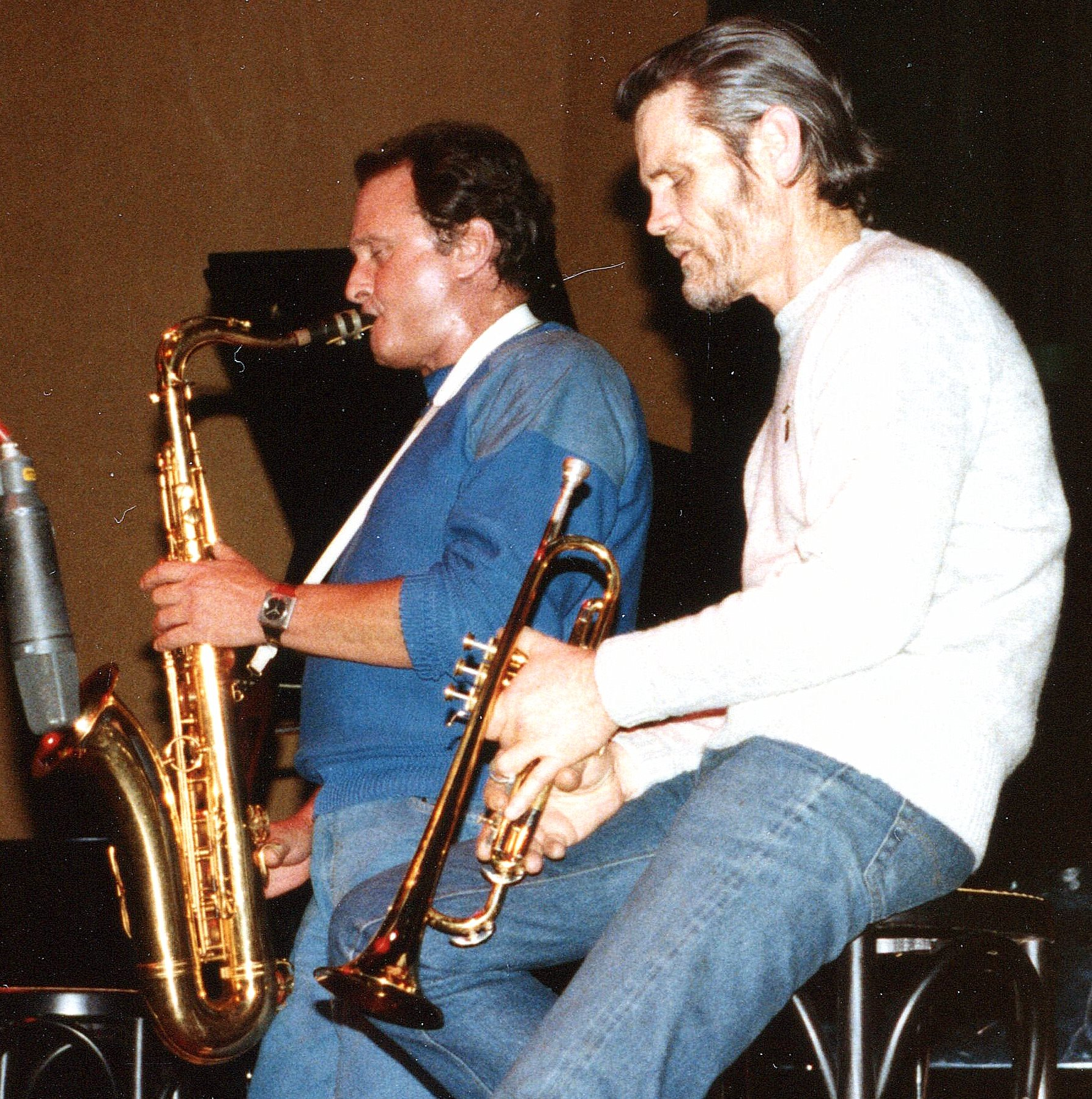
Chet Baker